# The South (песня)
«The South» — песня американской кантри-группы The Cadillac Three. Это их дебютный релиз для Big Machine Records. Трек был записан с участием Florida Georgia Line, Диркса Бентли, Mike Eli (гитарист и вокалист из группы Eli Young Band).
Она была выпущена 3 декабря 2013 года лейблом Big Machine Records в качестве первого сингла из дебютного студийного альбома Bury Me in My Boots.
Песню написал вокалист группы Джарен Джонстон, а спродюсировали Данн Хафф и Justin Niebank. Сингл занял 33-е место в чарте Billboard Country Airplay и 32-е место в чарте Hot Country Songs. Песня получила золотой сертификат от Американской ассоциации звукозаписывающей индустрии (RIAA). В 2015 году песня была номинирована на Academy of Country Music Awards.

## История
Вокалист Джарен Джонстон, написавший песню, рассказал в интервью журналу Billboard: «Я хотел для нашего концертного сета что-то похожее на „Kashmir“ Led Zeppelin — может быть, сатерн-версию этой песни. Я взялся за её написание и начал с текста, я вспомнил, как впервые услышал „Sweet Home Alabama“, и она меня просто заворожила. Я подумал: „Нам нужно что-то подобное“». В песне звучат вокальные партии Диркса Бентли, Florida Georgia Line, и вокалиста группы Eli Young Band Майка Эли.

## Отзывы
Песня получила положительные отзывы критиков. Маркос Пападатос из Digital Journal положительно отозвался о песне, похвалив вокал Джонстона и влияние южного рока. Билли Дьюкс из Taste of Country также положительно отозвался о сатерн-рок-звучании песни. Он также сказал, что песня «имеет глубину» и что «голос Джонстона подходит для гранжевых хонки-тонков». Дав песне 3,5 звезды из 5, Мэтт Бьорк из Roughstock написал, что «здесь есть несколько хороших лирических решений… и общее понимание того, что может сделать артиста уникальным».

## Награды и номинации
| Год  | Награда    | Категория                                                                                | Результат |
| ---- | ---------- | ---------------------------------------------------------------------------------------- | --------- |
| 2015 | ACM Awards | Vocal Event of the Year — «The South» (с Florida Georgia Line, Dierks Bentley, Mike Eli) | Номинация |

## Коммерческий успех
По состоянию на май 2014 года песня была продана в США в количестве 165 000 копий.

## Музыкальное видео
Американский музыкальный видеорежиссёр и продюсер Шейн Дрейк снял клип на эту песню.

## Чарты

### Еженедельные чарты
| Чарт (2013—2014)                  | Высшая позиция |
| --------------------------------- | -------------- |
| США (Billboard Country Airplay)   | 33             |
| США (Billboard Hot Country Songs) | 32             |

## Сертификации
| Регион                                                                      | Сертификация | Продажи |
| --------------------------------------------------------------------------- | ------------ | ------- |
| США (RIAA)                                                                  | Золотой      | 500 000 |
| Данные о продажах + прослушиваниях приведены только на основе сертификации. |              |         |